# Şuşai járás
A Şuşai járás (azeri nyelven:Şuşa rayonu) Azerbajdzsán egyik járása. Székhelye Şuşa, mely maga is önálló járás.

## Népesség
- 1979-ben 16 019 lakosa volt, melyből 12 955 azeri, 2881 örmény.
- 1999-ben 24 340 lakosa volt, melyből 23 135 azeri, 1140 örmény, 33 kurd, 25 orosz, 5 tatár, 1 lezg.
- 2009-ben 28 560 lakosa volt, melyből 27 364 azeri, 1140 örmény, 41 török, 4 lezg, 4 orosz, 3 kurd, 2 tatár, 2 egyéb.